# Diskografie Johna Entwistlea
Toto je sólová diskografie britského rockového hudebníka Johna Entwistlea. Pro jeho práci s The Who vizte článek Diskografie The Who.

## Studiová alba
| Rok                                  | Název                            | Umístění v Billboard Hot 100 |
| 1971                                 | Smash Your Head Against the Wall | 126                          |
| 1972                                 | Whistle Rymes                    | 138                          |
| 1973                                 | Rigor Mortis Sets In             | 174                          |
| 1975                                 | Mad Dog                          | 192                          |
| 1981                                 | Too Late the Hero                | 71                           |
| 1996                                 | The Rock                         | —                            |
| 2000                                 | Music from Van Pires             | —                            |
| "—" značí album, které se neumístilo |                                  |                              |

## Koncertní alba
| Rok  | Album                                        |
| ---- | -------------------------------------------- |
| 1996 | King Biscuit Flower Hour Presents in Concert |
| 1999 | Left for Live                                |

## Kompilační alba
| Rok  | Album                                      |
| ---- | ------------------------------------------ |
| 1996 | Thunderfingers: The Best of John Entwistle |
| 2005 | So Who's the Bass Player? The Ox Anthology |

## Singly
| Rok                                 | Název                     | Umístění v hitparádách | Umístění v hitparádách |
| Rok                                 | Název                     | UK                     | US                     |
| ----------------------------------- | ------------------------- | ---------------------- | ---------------------- |
| 1971                                | "I Believe in Everything" | —                      | —                      |
| 1971                                | "My Size"                 | —                      | —                      |
| 1972                                |                           |                        |                        |
| "I Wonder"                          | —                         | —                      |                        |
| 1973                                | "Made in Japan"           | —                      | —                      |
| 1973                                | "Do the Dangle"           | —                      | —                      |
| 1975                                |                           |                        |                        |
| "Mad Dog"                           | —                         | —                      |                        |
| 1981                                | "Too Late the Hero"       | 76                     | 101                    |
| 1981                                | "Talk Dirty"              | —                      | —                      |
| 2000                                | "When the Sun Comes Up"   | —                      | —                      |
| "—" značí singl, který se neumístil |                           |                        |                        |